# کمپرادور
کمپرادور واژه‌ای در زبان پرتغالی به معنای «خریدار» است. این واژه در گذشته نام عمومی بازرگانانی بود که در چین و هند و دیگر کشورهای جنوب آسیا به عنوان واسطه سرمایه‌داران و شرکت‌های خارجی (عمدتا اروپایی) عمل می‌کردند. بعدها این واژه همراه با واژه «بورژوازی» به صورت بورژوازی کمپرادور در متن‌های سیاسی و اقتصادی (عمدتا مارکسیستی) رایج شد که منظور از آن اشاره به واسطه‌ها و دلالان سرمایه‌داران خارجی در کشورهای آسیا و آفریقا و آمریکای لاتین بود.